# Кутище (Малинский район)
Кутище (укр. Кутище) — село на Украине, основано в 1928 году, находится в Малинском районе Житомирской области.
Код КОАТУУ — 1823488603. Население по переписи 2001 года составляет 62 человека. Почтовый индекс — 11600. Телефонный код — 4133. Занимает площадь 0,651 км².

## Адрес местного совета
11600, Житомирская область, Малинский р-н, с. Шевченково